# Oedipus Tyrannus
Oedipus Tyrannus es el septuagésimo primer álbum de estudio del grupo alemán de música electrónica Tangerine Dream. Publicado en julio de 2019 por Virgin Records se trata de un álbum conceptual, basado en la tragedia Edipo Rey de Sófocles, integrado por seis canciones cuya mezcla fue realizada por Steven Wilson.
Destaca por ser un disco compuesto y grabado originalmente en 1974 por Edgar Froese, Christopher Franke y Peter Baumann. Su publicación oficial se realizó 45 años después, dentro de una compilación de 18 álbumes titulada In Search of Hades: The Virgin Recordings 1973-1979, ya que el grupo no quedó satisfecho con el resultado final.

## Producción
En junio de 1974, tras la publicación de Phaedra (1974) y previamente a Rubycon (1975), Froese, Franke y Baumann acudieron a los Estudios CBS de Londres para grabar el material para el montaje teatral de la tragedia de Sófocles Oedipus Tyrannus. Producida por el actor Keith Mitchell para el Teatro Chichester (Sussex, Inglaterra) el proyecto fue una petición de Mitchell fascinado por la textura y sonoridad de Phaedra. Aunque con posterioridad Tangerine Dream grabó en los estudios The Manor una versión conceptual del álbum no quedaron satisfechos con el resultado de la grabación por lo que decidieron no publicarla.
En 2019 Virgin Records decidió realizar una reedición expandida de los álbumes del catálogo del grupo grabados durante su etapa denominada «Virgin Years» entre los años 1973 y 1979. El músico, productor e ingeniero de sonido Steven Wilson se encargó de realizar la mezcla de las grabaciones, en formato 5.1 Surround Sound, a partir de los máster grabados por la formación.

## Lista de canciones
| N.º   | Título           | Escritor(es)                                  | Duración |  |
| 1.    | «Overture»       | Christopher Franke Edgar Froese Peter Baumann | 10:58    |  |
| 2.    | «Act 1»          | Christopher Franke Edgar Froese Peter Baumann | 16:42    |  |
| 3.    | «Act 2: Battle»  | Christopher Franke Edgar Froese Peter Baumann | 10:05    |  |
| 4.    | «Act 2: Baroque» | Christopher Franke Edgar Froese Peter Baumann | 8:53     |  |
| 5.    | «Act 2: Zeus»    | Christopher Franke Edgar Froese Peter Baumann | 5:39     |  |
| 6.    | «Act 3»          | Christopher Franke Edgar Froese Peter Baumann | 22:08    |  |
| 74:45 |                  |                                               |          |  |

## Personal
- Christopher Franke: composición, sintetizador moog, teclados y sintetizador VCS3
- Edgar Froese: composición, mellotron y sintetizador VCS3
- Peter Baumann: composición, órgano, piano eléctrico y sintetizador VCS3
- Steven Wilson: mezcla
- Mark Powell: concepto, compilación y coordinación
- Phil Smee: diseño
- Rupert Lloyd: portada